# NS 2700

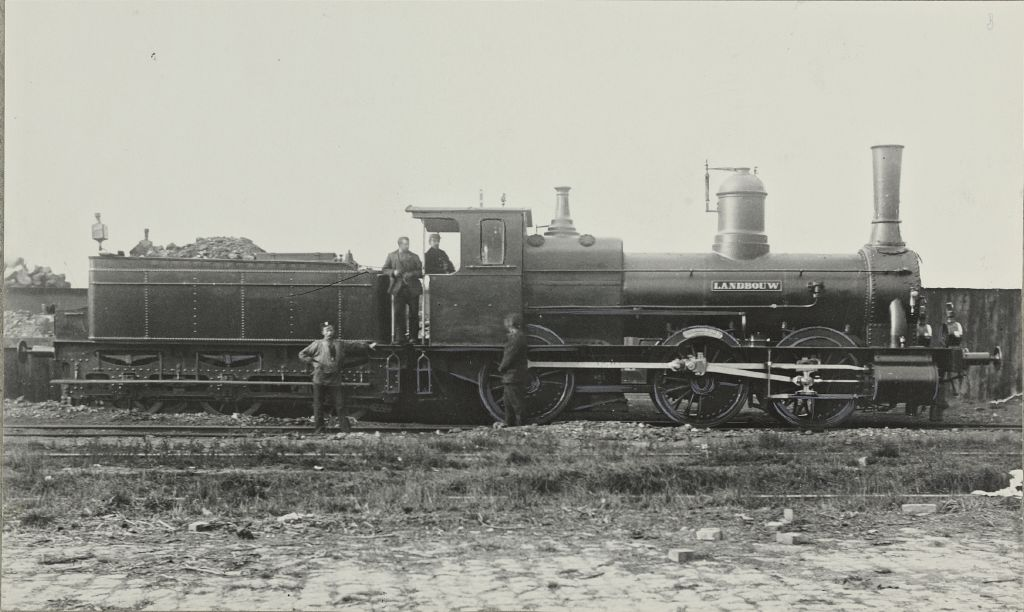

De serie NS 2700 was een serie goederentreinstoomlocomotieven van de Nederlandse Spoorwegen (NS) en diens voorganger Hollandsche IJzeren Spoorweg-Maatschappij (HSM).
Voor de goederendienst tussen Amsterdam en Winterswijk, waar de locomotieven Handel en Zeevaart wegens hun radstand niet waren toegelaten op de IJsselbrug bij Zutphen, bestelde de HSM bij Borsig een drietal locomotieven met een gewijzigde radstand. De achterste as werd bij deze locomotieven verder naar achter geplaatst. De locomotieven werden in 1877 met de namen Nijverheid, Landbouw en Kunst en de volgnummers 71-73 in dienst gesteld. Als doorontwikkeling op deze locomotieven werd vanaf 1879 de serie Visscherij - Schie gebouwd.
Behalve voor de goederendienst naar Winterswijk werden de locomotieven Nijverheid, Landbouw en Kunst later ook gebruikt voor goederentreinen naar Rotterdam.
Bij de samenvoeging van het materieelpark van de HSM en de SS in 1921 kregen de locomotieven van deze serie de NS-nummers 2701-2703.
Daar deze locomotieven voor de zwaarder wordende goederendienst steeds minder geschikt raakten, degradeerden ze meer en meer naar de rangeerdienst. De NS deelde deze van oorsprong goederenlocomotieven dan ook in als rangeerlocomotieven met de soortmerk R2. In 1924 werden de 2701 en 2702 afgevoerd, de 2703 werd in 1925 afgevoerd. Er is geen exemplaar bewaard.
| Fabrieksnummer | In dienst | Naam      | HSM nummer | NS nummer | Uit dienst | Bijzonderheden |
| -------------- | --------- | --------- | ---------- | --------- | ---------- | -------------- |
| 3560           | 1877      | Nyverheid | 71         | 2701      | 1924       |                |
| 3561           | 1877      | Landbouw  | 72         | 2702      | 1924       |                |
| 3562           | 1877      | Kunst     | 73         | 2703      | 1925       |                |